# Julien Rodríguez
Julien Rodríguez (11 juni 1978) is een voormalig Frans voetballer, geboren in de Zuid-Franse stad Béziers. Hij speelde meestal centraal in de verdediging. In juni 2011 hing hij de schoenen aan de haak, nadat hij vier jaar bij Olympique Marseille had gespeeld.

## AS Monaco
Julien Rodríguez begon zijn professionele voetbalcarrière bij de topclub AS Monaco. Daarvoor had hij ook in de jeugd van FC Istres gespeeld. Na een tijd in het tweede team van de Monegasken te hebben gespeeld maakte hij, als leider van het jeugdteam, de overstap naar het eerste elftal in 1998. Hij kwam toen onder andere te spelen met zijn landgenoten Thierry Henry, David Trezeguet en Ludovic Giuly evenals met de Portugees Costinha. Rodríguez maakte zijn debuut voor Monaco tegen RC Lens op 16 januari 1999. Die wedstrijd eindigde in een 1-1 gelijkspel. Het seizoen erop kwam de Mexicaanse sterspeler Rafael Márquez naar Monaco. Met hem moest Rodríguez uitvechten wie er in de basis zou spelen. Márquez werd de belangrijkste van de twee, alhoewel Rodríguez ook redelijk vaak speelde. Na het vertrek van de Mexicaan naar FC Barcelona in 2003 werd Julien Rodríguez een van de sleutelspelers van Monaco. In 2005 besloot Rodríguez de club te verlaten voor een Schots avontuur. Met Monaco werd hij onder andere Frans kampioen en wist hij de finale van de Champions League te bereiken. In totaal speelde Rodríguez 154 wedstrijden voor de Monegaskische club, waarin hij driemaal doel trof.

## Glasgow Rangers
Op 4 augustus 2005 maakte Rodríguez de overstap van AS Monaco naar de Schotse topclub de Glasgow Rangers. De overname bedroeg £1 miljoen. Bij de Rangers kwam hij te spelen onder zijn landgenoot Paul Le Guen, wie destijds trainer was. Gedurende deze periode was de Fransman een belangrijke kracht voor de Schotten en hij speelde dan ook veel wedstrijden. Het seizoen erop echter vertrok Le Guen en daardoor kwam Rodríguez ook minder aan spelen toe. Hij besloot daarom de Glasgow Rangers te verlaten en terug te keren naar zijn vaderland. In totaal speelde Rodríguez 47 wedstrijden voor de Rangers en scoorde daarin één keer.

## Olympique Marseille
In 2007 maakte Rodríguez de overstap van de Glasgow Rangers naar de Franse topper Olympique Marseille. Daar kwam hij onder andere te spelen met de Nederlander Boudewijn Zenden. Rodríguez werd een belangrijke kracht en vanwege zijn goede spel werd hij zelfs opgeroepen voor het nationale team van Frankrijk. Na vijf jaar L'OM besloot Rodríguez een punt achter zijn actieve spelerscarrière te zetten.

## Interlandcarrière
In 2007 kreeg Rodríguez voor het eerst een uitnodiging om zich te voegen bij de selectie van het nationale elftal van Frankrijk. Ondanks deze oproep heeft hij nog niet zijn debuut voor zijn vaderland mogen maken.

## Erelijst
- Ligue 1: 2000 (AS Monaco)
- Trophée des Champions: 2000 (AS Monaco)
- Coupe de la Ligue: 2003 (AS Monaco)
- Finale Champions League: 2004 (AS Monaco)